# Lina Bo Bardi
Achillina Bo, mais conhecida como Lina Bo Bardi, (Roma, 5 de dezembro de 1914 — São Paulo, 20 de março de 1992) foi uma arquiteta modernista ítalo-brasileira. Naturalizada no Brasil após a Segunda Guerra Mundial, ela se tornou uma das mais importantes arquitetas do país, conhecida por projetos como o complexo cultural Sesc Pompeia, em São Paulo, inaugurado em 1982, e o Museu de Arte de São Paulo (MASP), fundado em 1947.
Após sua morte, Lina tornou-se uma referência internacional e vários dos seus temas e posições tornaram-se pauta do debate sobre cultura, meio ambiente, patrimônio histórico e produção material da arquitetura e dos objetos a partir do século XXI.

## Biografia

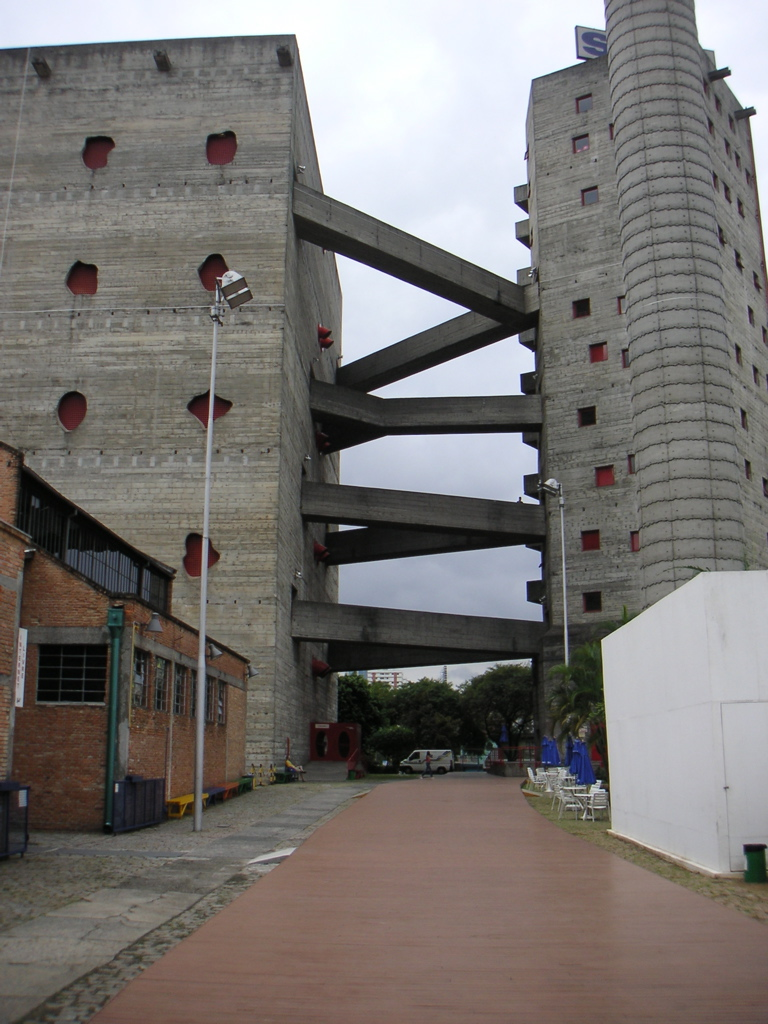
SESC Pompeia, conhecida obra de Lina Bo Bardi

Lina estudou na Faculdade de Arquitetura da Universidade de Roma durante a década de 1930 mas se mudou para Milão, onde trabalhou para Giò Ponti, fundador de uma revista chamada Domus. Ganha certa notoriedade e estabelece escritório próprio, mas durante a II Guerra Mundial enfrenta um período de poucos serviços, chegando a ter o escritório bombardeado em 1943. Conhece o profissional e arquiteto Bruno Zevi, com quem funda a revista semanal A cultura della vita. Neste período Lina ingressa no Partido Comunista Italiano e participa da resistência à invasão alemã (1943).
Casa-se com o jornalista Pietro Maria Bardi, em 1946 e neste ano, em parte devido aos traumas da guerra e à sensação de destruição, parte para o Brasil, país que acolherá como lar e onde passará o resto da vida, naturalizando-se brasileira em 1951.
No Brasil, Lina encontra uma nova potência para suas ideias. Existe, para a arquiteta, uma possibilidade de concretização das ideias propostas pela arquitetura moderna (da qual Lina insere-se diretamente), num país com uma cultura recente, em formação, diferente do pensamento europeu. Ao chegar no Brasil, Lina deseja morar no Rio de Janeiro. Encanta-se com a natureza da cidade e o edifício moderno do Ministério da Educação e Saúde Pública (Edifício Gustavo Capanema, projetado por uma equipe de jovens arquitetos liderados por Lucio Costa que tiveram consultoria de Le Corbusier). Instala-se, porém, em São Paulo, projetando e construindo, mais tarde, uma casa no bairro do Morumbi, a Casa de Vidro.
No País, Lina desenvolve uma imensa admiração pela cultura popular, sendo esta uma das principais influências de seu trabalho. Inicia, então, uma coleção de arte popular e sua produção adquire sempre uma dimensão de diálogo entre o Moderno e o Popular. Lina fala em um espaço a ser construído pelas próprias pessoas, um espaço inacabado que seria preenchido pelo uso popular cotidiano.
Os Bardi tornam-se personagens constantes na vida intelectual do país, relacionando-se com personalidades diversas da cultura brasileira. Tendo conhecido Assis Chateubriand neste período, Lina aceita o pedido do projeto da sede, um museu sugerido pelo jornalista. No final dos anos 1950, aceitando um convite de Diógenes Rebouças, vai para Salvador proferir uma série de palestras. É o início de uma temporada na Bahia, onde dirigiu o Museu de Arte Moderna e fez o projeto de recuperação do Solar do Unhão. Dona Lina, como os baianos a chamavam, permaneceu em Salvador até 1964.
No final da década de 1970 executou uma das obras mais paradigmáticas, o SESC Pompeia, que se tornou uma forte referência para a história da arquitetura na segunda metade do século XX.
Esteve em Salvador ainda na década de 1980, período de redemocratização do país, quando elaborou projetos de restauração no centro histórico de Salvador, reconhecido pela UNESCO como Patrimônio da Humanidade com a parceria dos arquitetos Marcelo Ferraz e Marcelo Suzuki. Nesta ocasião, os projetos para a Casa do Benin e do Restaurante na Ladeira da Misericórdia (Espaço Coati) contaram também com a parceria do arquiteto João Filgueiras Lima.

Lina manteve intensa produção cultural até o fim da vida, em 1992. Faleceu, porém, realizando o antigo sonho de morrer trabalhando, deixando inacabado o projeto de reforma da Prefeitura de São Paulo.
| “ | Eu tenho projetado algumas casas, mas só para pessoas que eu conheço. Tenho horror em projetar casas para madames, onde entra aquela conversa insípida em torno da discussão de como vai ser a piscina, as cortinas (...) Gostaria muito de fazer casas populares. | ” |

A frase mostra o estilo pessoal de Lina e o seu horror à futilidade. Seus projetos, como a Casa Valéria Cirell e o Sesc Pompéia, refletem essa marcante característica.
Em 2021, a arquiteta se tornou a primeira brasileira consagrada com o prêmio Leão de Ouro, depois de receber a distinção póstuma pelo conjunto de sua obra. No discurso oficial do curador da 17ª Mostra Internacional de Arquitetura de La Biennale di Venezia, Hashim Sarkis, a carreira de Lina como designer, editora, curadora e ativista lembra o papel do arquiteto como construtor de visões coletivas e também exemplifica a perseverança da arquiteta em tempos difíceis, sejam guerras, conflitos políticos ou imigração, e sua capacidade de permanecer criativa, generosa e otimista o tempo todo.

## Prêmios e reconhecimentos
- 2021: Leão de Ouro Especial, pela Bienal de Veneza.[1]

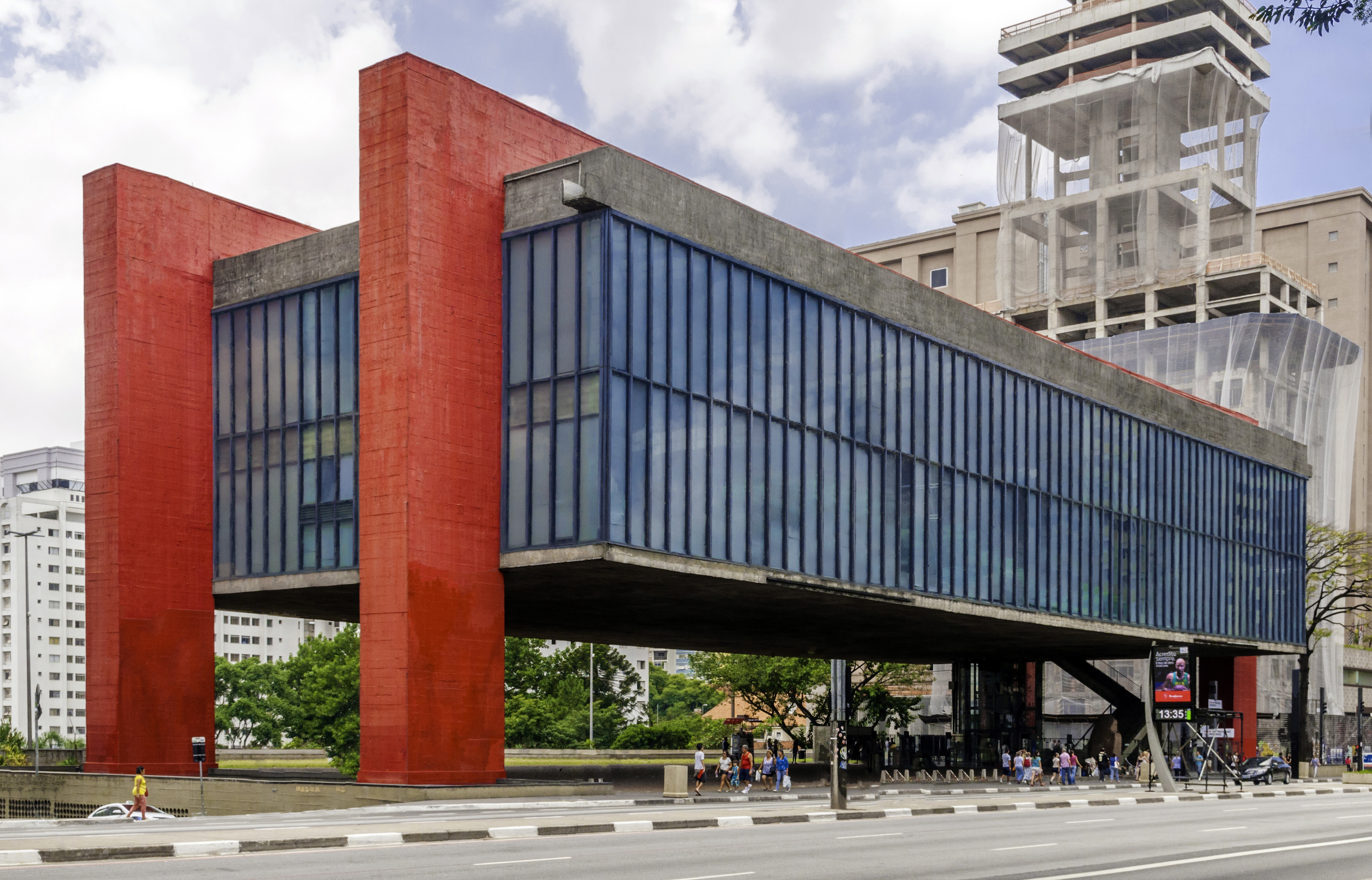
MASP, a mais conhecida obra de Lina Bo Bardi

## Obras

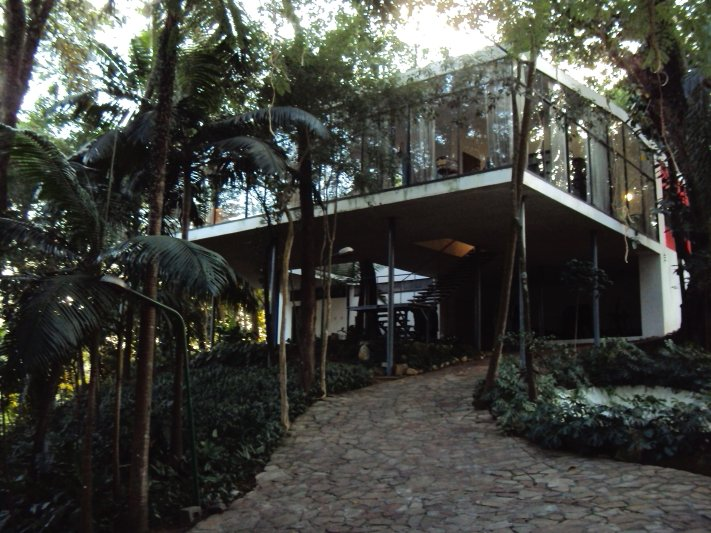
Casa de Vidro, marco da arquitetura de São Paulo

Além das obras de arquitetura, Lina produziu para o teatro, cinema, artes plásticas, cenografia, desenho de mobiliário, entre outros. Também participou da curadoria de diversas exposições.

### Principais obras
No campo da arquitetura, entre suas obras de destaque se encontram:
- Casa de Vidro / Instituto Lina Bo e Pietro Maria Bardi, São Paulo, 1951 - originalmente a residência do casal e hoje sede do Instituto idealizado por eles;
- Museu de Arte de São Paulo, São Paulo, 1958 - considerada sua obra prima;
- Casa do Chame-Chame, Salvador, Bahia, 1964;
- Casa Valéria Cirell, São Paulo, 1965;
- Solar do Unhão - Museu de Arte Moderna da Bahia, Salvador, 1963;
- Igreja do Espírito Santo do Cerrado, Uberlândia- Minas Gerais, 1976;
- SESC Pompéia - Fábrica, São Paulo, 1977;
- Implantação do Espaço Coati (Ladeira da Misericórdia) nos anos 1980, Salvador, Bahia; [6] * Reforma do Teatro Politeama (Jundiaí), 1986;
- Teatro Oficina, São Paulo, 1990;
- Reforma do Palácio das Indústrias, São Paulo 1992 - inconclusa;
- Projeto de reforma da Casa do Benin, em Salvador, Bahia, concluído em 2014.[8]

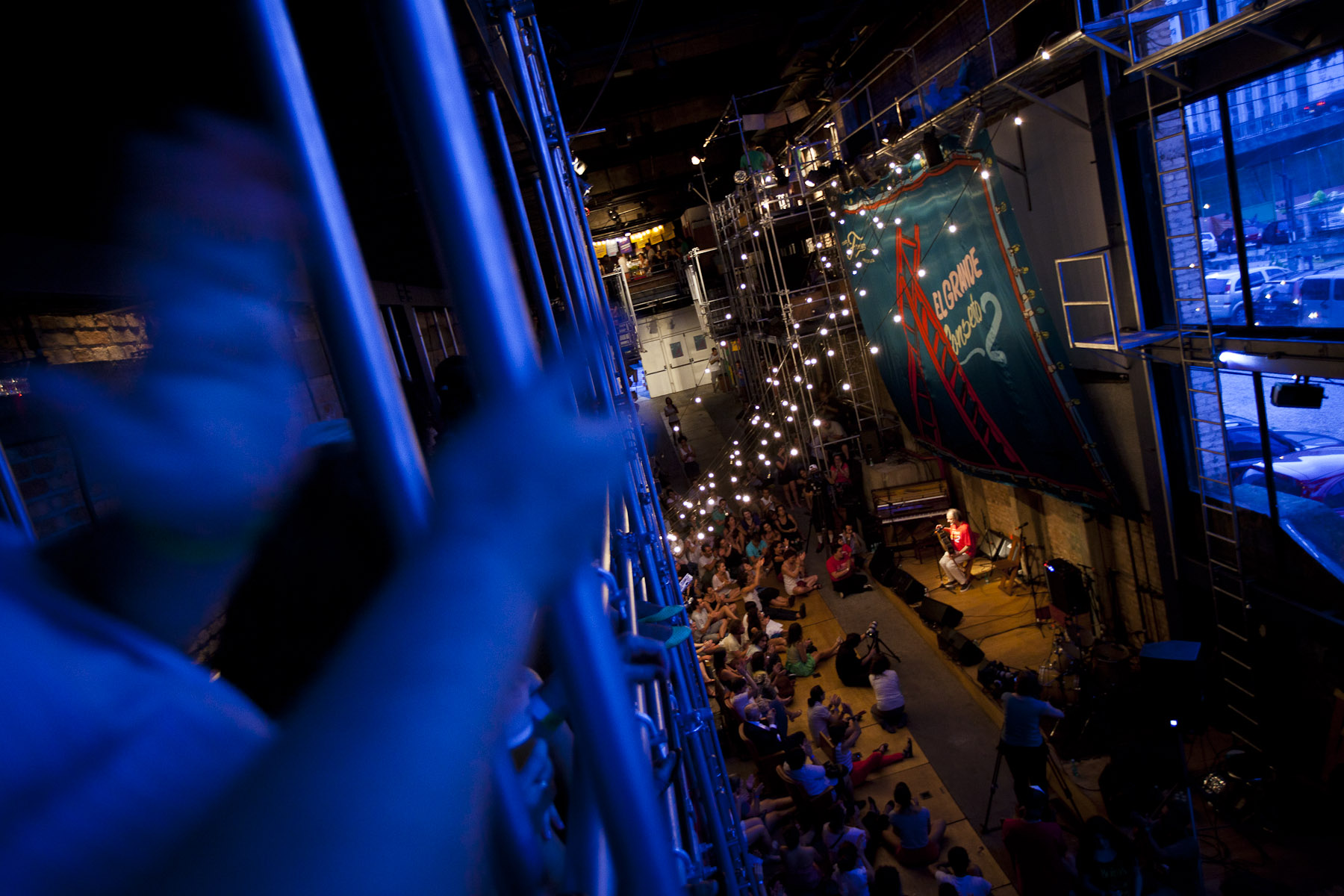
Teatro Oficina Uzyna Uzona. Projetado em 1984, eleito como o melhor teatro do mundo